# Virginia Slims of San Diego 1988
Virginia Slims of San Diego 1988 — жіночий тенісний турнір, що проходив на відкритих кортах з твердим покриттям San Diego Tennis & Racquet Club у Сан-Дієго (США). Належав до турнірів 2-ї категорії в рамках Туру WTA 1988. Тривав з 1 до 7 серпня 1988 року. Друга сіяна Стефані Реге здобула титул в одиночному розряді й отримала 17 тис. доларів США.

## Фінальна частина

### Одиночний розряд
Стефані Реге —  Енн Гроссман 6–1, 6–1
- Для Реге це був 2-й титул в одиночному розряді за рік і 5-й — за кар'єру.

### Парний розряд
Патті Фендік /  Джилл Гетерінгтон —  Бетсі Нагелсен /  Діанне ван Ренсбург 7–6(12–10), 6–4
- Для Фендік це був 6-й титул за сезон і 6-й — за кар'єру. Для Гетерінгтон це був 4-й титул за сезон і 5-й — за кар'єру.